# Малък Самоков
Вижте пояснителната страница за други значения на Самоков.
Самоков или Малък Самоков (на турски: Demirköy, Демиркьой; на гръцки: Σαμάκοβο, Самаково, катаревуса: Σαμάκοβον, Самаковон) е град, община и административен център на околия Малък Самоков, във вилает Лозенград (Къркларели), разположен в историко–географската област Източна Тракия, Турция. Според оценки на Статистическия институт на Турция в 2018 година населението на града е 3400 души.
Наречен е Малък Самоков, за да се отличава от другия град Самоков.

## География
Градът е разположен на 300 метра надморска височина в източната част на планината Странджа.

## История

### Етимология
Етимологията на името е от примитивното предприятие за изчукване на добито желязо на пръти – самоков, което е производно от сам и кова, подобно на самолет, самовар и прочее.
В XIX век Самоков е малко българско градче, чиито жители традиционно се занимават с железодобивна индустрия, за което свидетелстват и имената на града - Самоков и Демиркьой, което означава желязно село. Край града се намира държавен леярен завод, в който под формата на ангария работят жители на Малък Самоков и околните места.
По време на Руско-турската война (1828-1829) на 8 август 1829 година Малък Самоков, в който има фарбика за артилерийски снаряди, е превзет от смесен отряд руски войници и 1000 български въстаници, начело с малкотърновеца Хаджи Георги. Според руски източници към 1830 година градчето има 472 български къщи и 13 гръцки.
Към средата на XIX век ангарията при добива и обработката на желязната руда е премахната, а в 1873 година е спрян добивът на руда край града.
Към края на XIX век градът попада под силното влияние на елинизма и добива почти напълно гръцки облик. По това време Малък Самоков е център на нахия в Мидийска каза на Лозенградски санджак. Според Любомир Милетич в 1912 година в града живеят 100 семейства българи и 800 – гърци, които се занимават главно с въглищарство и в по-малка степен със земеделие, лозарство и скотовъдство.
При избухването на Балканската война в 1912 година един човек от Малък Самоков е доброволец в Македоно-одринското опълчение.
Българите са изгонени от Самоков в 1913 година след Междусъюзническата война и са настанени в гръцките села Вургари (днес Българи) и Кости на българска територия.
Гръцките жители на града се изселват в Гърция в 20-те години на XX век. Част от тях основават село Нео Сидирохори, Гюмюрджинско. На тяхно място са заселени помаци от село Манастир, Почан, Борен, Тисово и други села от Чеча.
Забележителности на града са тракийските долмени в околностите му, както и пещерата Дупница.

## Население
Преброявания
- 4052 (2007)
- 4791 (1997)
- 5203 (1990)
- 4732 (1985)
- 4345 (1980)
- 3950 (1975)
- 3400 (1970)
- 3309 (1965)
- 2335 (1960)

## Личности
Родени в Малък Самоков
- Константинос Ксенократис (1803 – 1876), гръцки революционер
- Киро Узунов (1864 – 1938), български революционер, македоно-одрински опълченец
- Михаил Киркос (1893 – 1967), гръцки журналист и политик